# Bandjalang jezik
Bandjalang jezik (bandjelang, bogganger, bundala, gidabal, yugumbe; ISO 639-3: bdy), gotovo izumrli australski jezik porodice pama-nyunga kojim govori još svega 10 osoba (1983 R. Dixon) u australskoj državi Novi Južni Wales
Njegova dva dijalekta su gidabal (gidhabal) i yugumbir. Svi pripadnici plemena Bandjalang danas govore i engleskim jezikom [eng].

## Vanjske poveznice
- Ethnologue (14th)
- Ethnologue (15th)